# Гахов, Иван Андреевич
Иван Андреевич Гахов (род. 4 ноября 1996, Москва) — российский профессиональный теннисист; победитель трёх турниров ATP Challenger (2 — в одиночном разряде) и 36 турниров ITF (14 — в одиночном разряде). Чемпион летней Универсиады 2019 года в миксте вместе с Яной Сизиковой, бронзовый призёр Универсиады 2019 года в одиночном разряде и серебряный призёр Универсиады 2019 года в команде, победитель и призёр чемпионатов России, мастер спорта России международного класса (2019).
Лучшая позиция в одиночном разряде рейтинга ATP — 142-е место на 19 июня 2023 года (входит в ТОП-150). В парном разряде — 170-е место на 17 сентября 2018 года.

## Биография
Родился 4 ноября 1996 года в Москве, в России.
Но с 2011 года, примерно с 14-летнего возраста, по большей части живёт в Испании — в городах Гандия и Барселона, где обучался в двух теннисных академиях.

## Спортивная карьера
В июле 2019 года в Неаполе (Италия) он стал бронзовым призёром летней Универсиады в одиночном разряде, в полуфинале со счётом: 0−6, 1-6 проиграв тайваньскому теннисисту Цзэну Чжуньсиню. Там же он также стал чемпионом Универсиады 2019 года в миксте вместе с Яной Сизиковой, — в финале победив чешскую пару Анастасию Зарицкую и Доминика Келловского, и серебряным призёром в командном турнире.
В одиночном разряде он завоевал в общей сложности два титула ATP Challenger (в 2023 году) и 14 титулов ITF Futures по состоянию на октябрь 2023 года, большинство из них: по три — в 2016, в 2017 и в 2018 годах.
В парном разряде он выиграл в общей сложности один титул ATP Challenger на турнире Fergana Challenger 2018 года вместе с Александром Павлюченковым, и 22 титула ITF Futures по состоянию на октябрь 2023 года, большинство из них: шесть в 2017 году и по четыре — в 2015, в 2018 годах. Его карьерный максимум в парном разряде — 170 место последовал в сентябре 2018 года.

### Сезоны 2022 и 2023 годов
Заняв 315-е место в рейтинге, в июле 2022 года он дебютировал в основной сетке ATP в одиночном разряде на Открытом чемпионате Австрии в Кицбюэле как «лаки-лузер», где в 1/8 финала проиграл немцу Яннику Ханфману.
В начале апреля 2023 года он завоевал свой первый титул ATP Challenger в одиночном разряде на турнире Girona Challenger 2023 года в Жирона (Испания), в финале победив португальца Гаштана Элиаша.
Заняв 198-е место, в апреле 2023 года он дебютировал в «Мастерс 1000» на турнире Monte-Carlo Masters 2023 года после того, как вышел на квалификационные соревнования в качестве четвёртого запасного, победив француза Адриана Маннарино — занявшего второе место, и Луку Ван Аша — занявшего двенадцатое место. В первом раунде основной сетки он победил американца Маккензи Макдональда и записал свою первую победу в матче ATP, и первую победу на уровне турнира «Мастерс 1000». Но во втором раунде он проиграл лидеру рейтинга Новаку Джоковичу.
В результате он переместился более чем на 35 позиций в рейтинге, войдя в ТОП-165.
В начале июня 2023 года он выиграл второй титул ATP Challenger в одиночном разряде на турнире Saturn Oil Open 2023 года в Тросдорфе (Германия), где он в полуфинале победил (6−7(5-7), 6-1, 6-1) соотечественника Павла Котова, и затем в финале победил (6-2, 5-7, 6-3) португальца Фредерико-Феррейра Силву.
И в июне 2023 года он достиг карьерного максимума в одиночном разряде — 142 место рейтинга ATP.
Но затем в июле у Гахова пошли неудачные матчи и он не смог выйти в основную сетку турниров ATP в Гштаде (Открытый чемпионат Швейцарии), в Гамбурге (Открытый чемпионат Германии), и Открытого чемпионата Австрии в Кицбюэле — где он например в финале квалификации проиграл (6-4, 3-6, 4-6) аргентинцу Факундо Багнису.
В мае, июне и августе 2023 года Гахов также участвовал, но не смог пройти квалификационные турниры на трёх Больших шлемах: «Ролан Гаррос» во Франции, Уимблдон в Великобритании, и US Open — где он например в четвертьфинале квалификации проиграл (6-7(1-7), 7-6(7-5), 6-7(6-10)) американцу Захари Свайде.